# Renate Muhri
Renate Muhri (* 24. Juli 1951 in Graz) ist eine österreichische Schauspielerin.

## Leben
Im Jahr 1977 stand sie in einer Rainer-Werner-Fassbinder-Verfilmung, der ZDF-Produktion Bolwieser, vor der Kamera. Darauf folgten diverse Besetzungen u. a. in Der Zauberberg, einer Episode von Weißblaue Geschichten mit Gustl Bayrhammer und der Romanverfilmung Regina auf den Stufen.
Eine weitere größere Rolle hatte sie in Til Schweigers Ebbies Bluff, der allerdings nur schlechte Kritik erhielt. Ab den 1990er Jahren war sie z. B. in Forsthaus Falkenau, Der müde Theodor oder den Filmen Marco und der Wolf und Sommernachtstod zu sehen.

## Filmografie
- 1977: Bolwieser
- 1981: Trokadero
- 1983: Unsere schönsten Jahre (TV-Serie)
- 1983: Polizeiinspektion 1 – Der Betriebsunfall
- 1983: Der Sprinter
- 1984: Der Androjäger – Wenn alle Babies rufen
- 1985: Marie Ward – Zwischen Galgen und Glorie
- 1986: Geld oder Leber!
- 1985: Otto – Der Film
- 1988: Die Venusfalle
- 1989/90: Regina auf den Stufen
- 1990: Alle meine Babys (Sitcom)
- 1992: Lilli Lottofee (TV-Serie)
- 1993: Ebbies Bluff
- 1995: Der Leihmann
- 1995: Forsthaus Falkenau – Freiwild
- 1997: Sophie – Schlauer als die Polizei (TV-Serie)
- 1998: Forsthaus Falkenau – Der weiße Hirsch
- 1999: Forsthaus Falkenau – Überraschender Besuch
- 2003: Marco und der Wolf
- 2003: Sommernachtstod
- 2003: Es wird etwas geschehen